# Anthomyia illocata
Anthomyia illocata este o specie de muște din genul Anthomyia, familia Anthomyiidae, descrisă de Walker în anul 1856. Conform Catalogue of Life specia Anthomyia illocata nu are subspecii cunoscute.